# جايمس ت. غودريتش
جايمس تايت غودريتش (بالإنجليزية: James Tait Goodrich)‏ (16 أبريل 1946 - 30 مارس 2020) كان جراح أعصاب أمريكي. كان مديرًا لقسم جراحة المخ والأعصاب لدى الأطفال وبروفيسور في جراحة الأعصاب السريرية وطب الأطفال والجراحة التجميلية والجراحة الترميمية في كلية ألبرت أينشتاين للطب.
حاز غودريتش على اهتمام عالمي وتقدير بسبب إجرائه عدة عمليات جراحية ناجحة لفصل توائم ملتصقة.

## خلفية
ولد غودريتش في ولاية أوريغون وحصل على شهادته الجامعية من جامعة كاليفورنيا (إيرفاين) وحصل على شهادة الماجستير والدكتوراه؛ وشهادة دكتور في الطب من جامعة كولومبيا. انهى إقامته الطبية في مستشفى نيويورك-بريسبيتيريان. خدم في قوات مشاة البحرية الأمريكية خلال حرب فيتنام.

## مسيرته المهنية
شغل غودريتش منصب بروفيسور في مجال الطب، في جامعة كلية ألبرت آينشتاين للطب، من سنة 1998 وحتى وفاته.
اشتهر غودريتش تحديدا بسبب إنجازه عمليات لفصل التوائم الملتصقة في عام 2004 وعام 2016. طور منهجه الخاص الذي يعتبر متعدد المراحل من اجل فصل التوائم القحفية (التوائم الملتصقة في منطقة الرأس)، مثل تلك الحالة الخاصة بالتؤام جادون وأناإيس ماكدونالد. في عام 2004؛ نال على الاهتمام عندما أجرى عملية على كارك وكلارينس أغواير، التوائم الذين كان بينهما أنسجة مخ مشتركة. خلال عملية جراحية استمرت لحوالي 27 ساعة؛ قاد غودريتش فريقًا مكون من كادر طبي يحوي 40 طبيبًا من اجل فصل هذين التوأمين عندما كان عمرهم 13 شهرًا.
كان غودريتش أيضًا مؤرخًا في مجال الطب، وجامعًا متميزًا للكتب الطبية والعلمية التي تعتبر قديمة وعتيقة. تم انتخابه في عام 1982 كعضوًا في جمعية أوسلر الأمريكية.
وهي جمعية للأطباء والمؤرخين الذين يكرسون وقتهم لاحتفاء وتقدير الإنجازات الإنسانية، العلمية، والببلوفيلية الرائعة التي انجزها السير ويليام أوسلر؛ وهو واحد من الأعضاء الذين أسسوا وأقاموا جامعة جونز هوبكينز.

## الجوائز والتقدير
تم تسمية غودريتش كأفضل الأطباء في أمريكا وتم أدراجه في دليل أفضل الجراحين في أمريكا من قبل مجلس المستهلكين الأمريكي ومجلة نيويورك. حصل على جائزة عمدة مدينة نيويورك في مجال العلوم والتكنولوجيا. كما وحصل على الميدالية البرونزية من جمعية الخريجين من كلية الأطباء والجراحين. وقد حصل أيضًا على عدة جوائز أخرى، وتشمل هذه الجوائز؛ جائزة ميد جونسون، وجائزة مختبرات روش في مجال علم الأعصاب وميدالية السير ويليام أوسلر. في عام 2018؛ حصل على جائزة 'إنجاز مدى الحياة' من ماركيز هوز هو.

## الوفاة
توفي غودريتش في مدينة نيويورك في تاريخ 30 مارس 2020، جراء مضاعفات نتجت عن اصابته بمرض فيروس كورونا 2019. ترك ورائه زوجته جودي لودين، التي تزوجها في سنة 1970, وثلاث شقيقات.